# قصة مدرسية

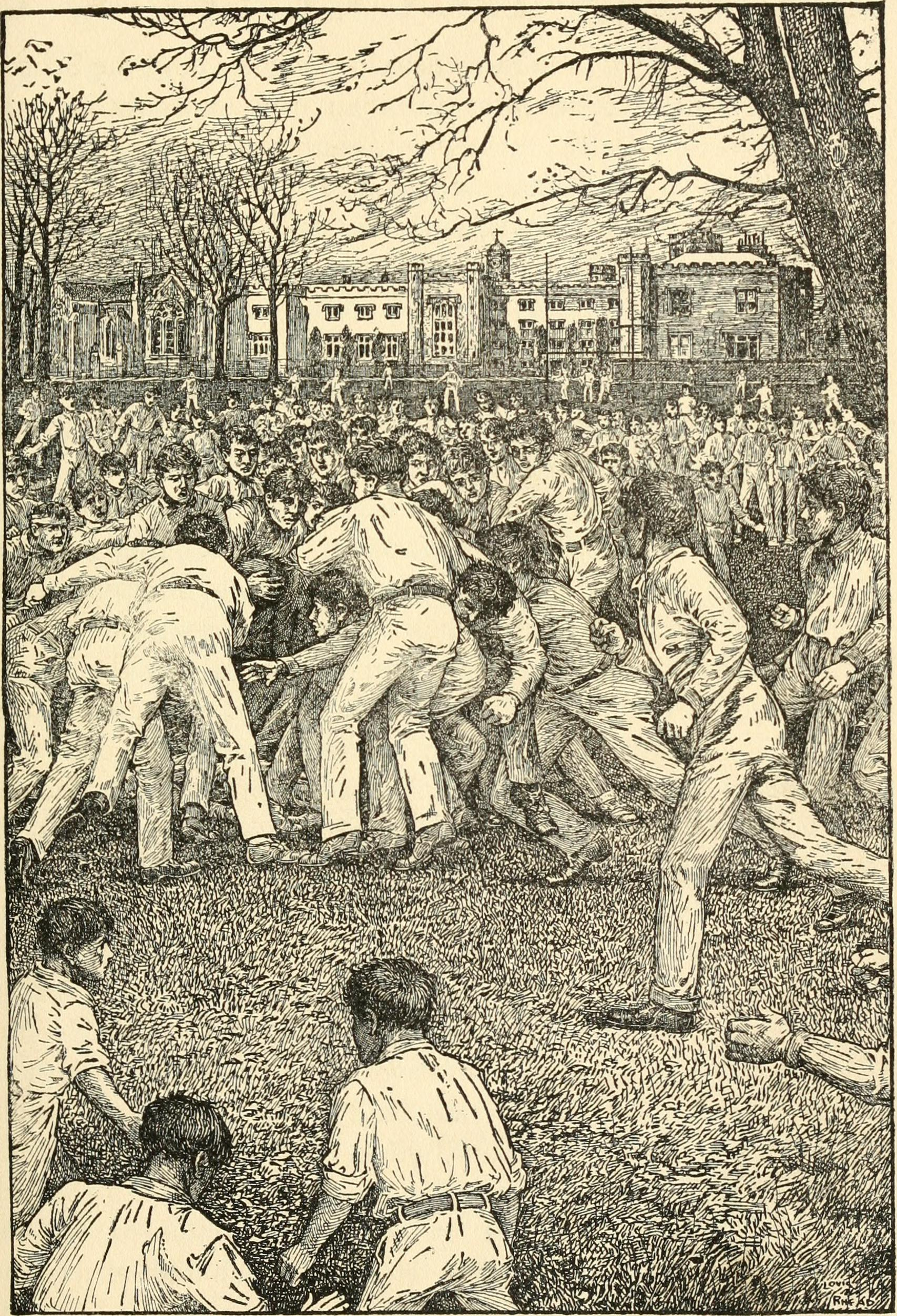

القصة المدرسية (بالإنجليزية: school story)‏ هي صنف من الأدب الخيالي يتمحور حول الحياة المدرسية لليافعين والمراهقين، وقد بلغت أوج شعبيتها في النصف الأول من القرن العشرين. على الرغم من وجود أمثلة على القصة المدرسية في قرون أخرى، فقد كانت أحداثها تدور بشكل أكثر شيوعًا ضمن المدارس الداخلية الإنجليزية، وكثيرًا ما كُتبت في صنفين فرعيين أحدهما مخصص للفتيات والآخر للفتيان، ما يعكس نموذج التعليم أحادي الجنس الذي ظل سائدًا حتى خمسينيات القرن العشرين. تركز القصص المدرسية في نطاق واسع على الصداقة والنزاهة والإخلاص بين التلاميذ، وعادةً ما تستمد شكل بنيتها من حبكة تدور حول الفعاليات الرياضية والمتنمرين والأسرار والتنافس والشجاعة.
تراجع رواج القصة المدرسية التقليدية بعد الحرب العالمية الثانية، لكنها احتفظت بشعبيتها ضمن أشكال أخرى تركز على المدارس الحكومية ذات نظام التعليم المختلط، ومواضيع تتضمن مشاغل أكثر حداثة مثل القضايا العنصرية والحياة العائلية والجنسانية والمخدرات (انظر غرينج هيل). وقد شهد الصنف إعادة إحياء مؤخرًا بفضل نجاح سلسلة هاري بوتر، التي تستخدم العديد من الأفكار الرئيسية التي شاعت ضمن القصص المدرسية التقليدية.

## المواضيع الرئيسية
تتمحور الغالبية العظمى من القصص المدرسية حول ثقافة المدارس الداخلية عمومًا، ويُذكر من بين المواضيع الشائعة كل من النزاهة واللباقة والروح الرياضية والإخلاص. وكثيرًا ما تتضمن هذه القصص حبكة تنطوي على الألعاب الرياضية الجماعية التنافسية والفعاليات الرياضية السنوية بين الفرق المدرسية المتنافسة. ويشيع فيها التركيز على الصداقات بين التلاميذ وعلاقاتهم مع مدرسين محددين، وتُعد الصعوبة التي يواجهها التلاميذ الجدد في التأقلم مع ثقافة المدرسة موضوعًا محوريًا.
غالبًا ما تتحدث القصص المدرسية عن المتنمرين، لا سيما القصص المخصصة للفتيان. ويشيع ظهور التوائم المتطابقة بعض الشيء، وكثيرًا ما يكونون موضعًا للكوميديا. وعادةً ما يتحلى مديرو المدارس بالعدل والإنصاف والحكمة، ويقدمون الإرشاد والتوجيه للشخصيات، وكثيرًا ما يتحايلون على القوانين لتخليصهم من الورطات.
في وقت مبكر من مسيرة تطور هذا الصنف، كانت القصص المدرسية تتجنب التعامل مع المراهقة أو سن البلوغ بشكل مباشر. وكان كتاب إريك، أو، شيئًا فشيئًا (بالإنجليزية: Eric, or, Little by Little) عملًا كلاسيكيًا تعليميًا أخلاقيًا تدور أحداثه ضمن مدرسة داخلية، غير أن نبرته الفيكتورية لم تُتخذ عرفًا سائدًا للصنف بالعموم.